# Die Nichte – Hitlers verbotene Liebe
Die Nichte – Hitlers verbotene Liebe (Originaltitel: Uncle Adolf) ist ein britischer TV-Historienfilm aus dem Jahr 2005. Der Film hatte in Großbritannien am 3. Januar 2005 Premiere, in Deutschland am 24. April 2005 auf Sat.1. Er wurde hauptsächlich in Litauen gedreht.

## Handlung
Berlin, April 1945: Die Russen stehen in Berlin, die Lage im Führerbunker spitzt sich zu. Adolf Hitler resümiert sein Leben und erinnert sich dabei an seinen Aufstieg zum Diktator, vor allem aber an die Liebe zu seiner Nichte Geli Raubal. Hitlers krankhafte Eifersucht trieb Raubal im September 1931 in dessen Münchener Wohnung zum Suizid. Zum Ende des Films nehmen sich auch Hitler und seine Frau Eva das Leben.

## Hintergrund
Der Film entstand in einer Phase, in der mehrere Filme über das Dritte Reich erschienen. Berichtete der kanadische Spielfilm Hitler – Der Aufstieg des Bösen von den frühen Jahren des Diktators und der deutsche Film Der Untergang von seinen letzten Tagen, so thematisiert Die Nichte – Hitlers verbotene Liebe Hitlers Privatleben und die Beziehung zu Geli.